# Park Narodowy Dartmoor
Dartmoor, a od 1951 roku Park Narodowy Dartmoor – granitowe kopulaste wzniesienia z okresu karbonu położone na Półwyspie Kornwalijskim w Anglii (Wielka Brytania), na północ od Plymouth w hrabstwie Devon. Największym wzniesieniem jest (High Willhays) o wysokości 621 m n.p.m. 

## Historia
Ze względu na oryginalny krajobraz, faunę oraz liczne obiekty zabytkowe, od prehistorycznych aż po współczesne kamieniołomy granitu w 1951 roku utworzono na terenie Półwyspu Kornwalijskiego park narodowy o powierzchni 953 km². W parku dominuje roślinność w formie wrzosowisk i torfowisk. Siedziba zarządu parku od 1979 roku mieści się niedaleko Bovey Tracey w posiadłości Parke. W 1994 roku zmieniono granice parku włączając Lee Moor i wyrobiska glinki porcelanowej w południowo-zachodnim Dartmoor. Poza granicami parku znalazła się wioska Sticklepath.

## Fauna parku
Park Narodowy Dartmoor słynie ze swojego bogactwa ptaków.
- kormoran czarny
- tracz nurogęś
- czapla siwa
- kulik wielki
- biegus zmienny
- siewka złota
- bekas kszyk
- sokół wędrowny
- myszołów zwyczajny
- kruk
- lelek kozodój
- pluszcz
- świerszczak
- sikora sosnówka
- krzyżodziób świerkowy
- mysikrólik
- jaskółka oknówka
- jaskółka dymówka
- świergotek łąkowy
- muchołówka żałobna
- pleszka
- potrzos
- drozd śpiewak
- drozd obrożny
- czyżyk
- skowronek
- kląskawka
- białorzytka
- pokląskwa
- świstunka leśna
- trznadel

Z płazów występują tu żaby i ropuchy, zaś z gadów zaskroniec zwyczajny, żmija zygzakowata, padalec zwyczajny i jaszczurka żyworodna. Ssaki są reprezentowane przez pochodzące z tego regionu kuce Dartmoor, a także lisy, króliki, borsuki, szare wiewiórki, łasice, zające, sarny, jelenie i gronostaje.

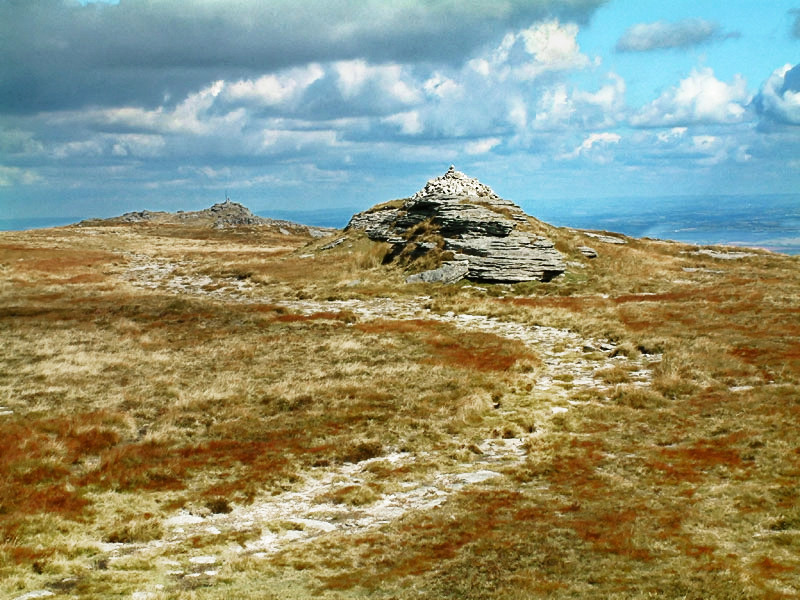
Skała High Willhays, najwyższy punkt parku (621 m n.p.m.)
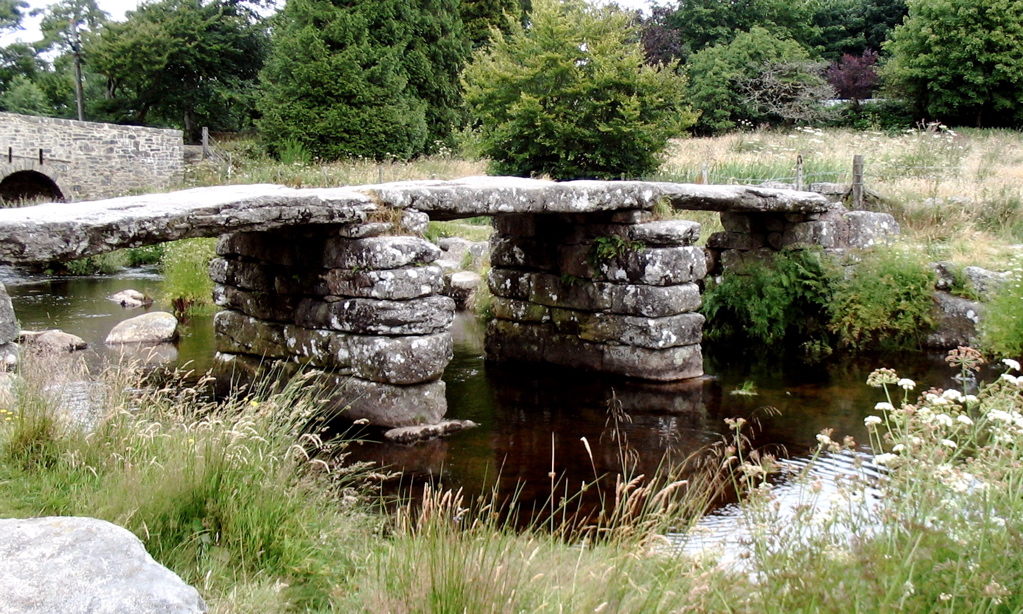
Zabytkowy kamienny most
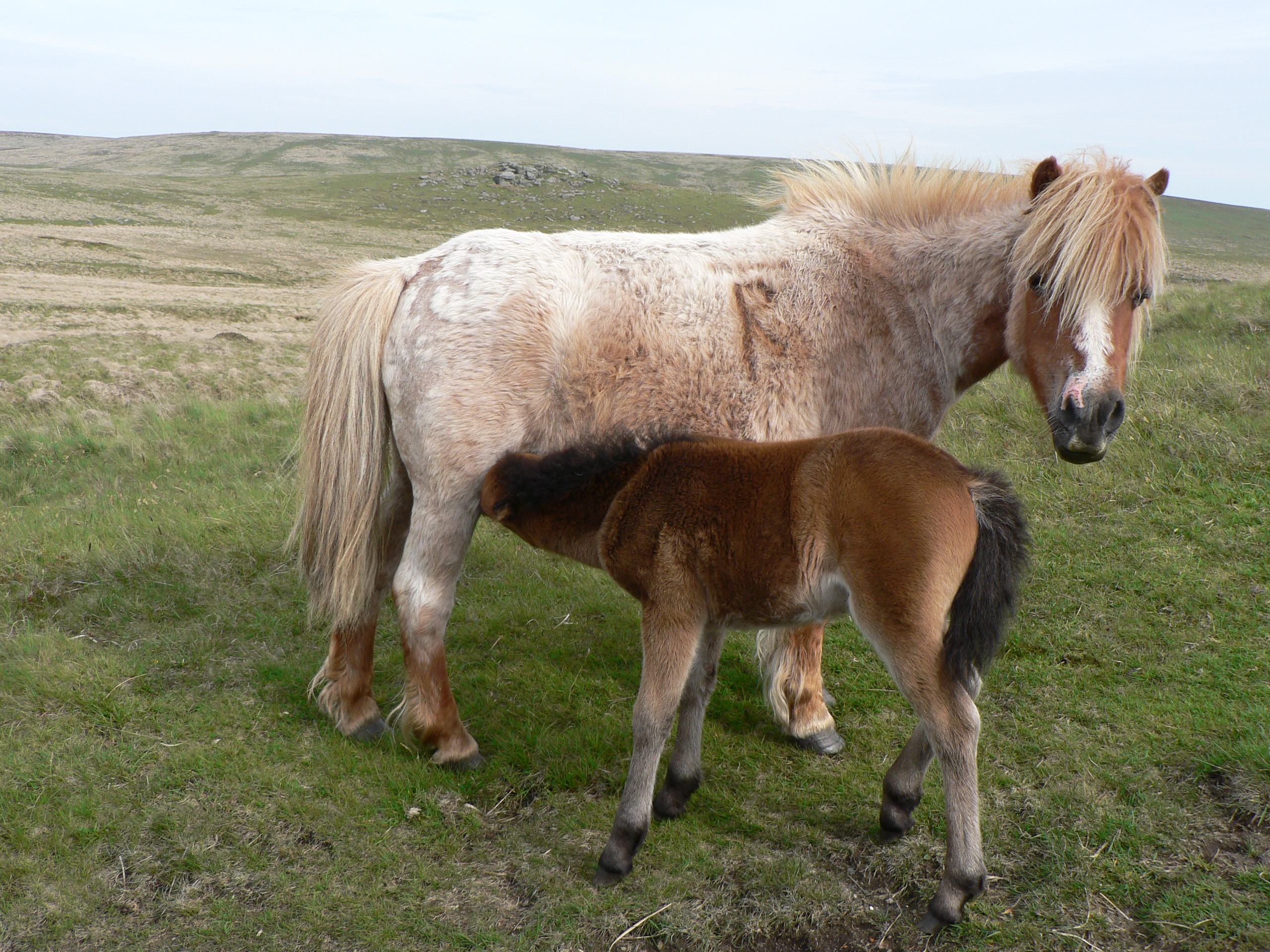
Kuce Dartmoor
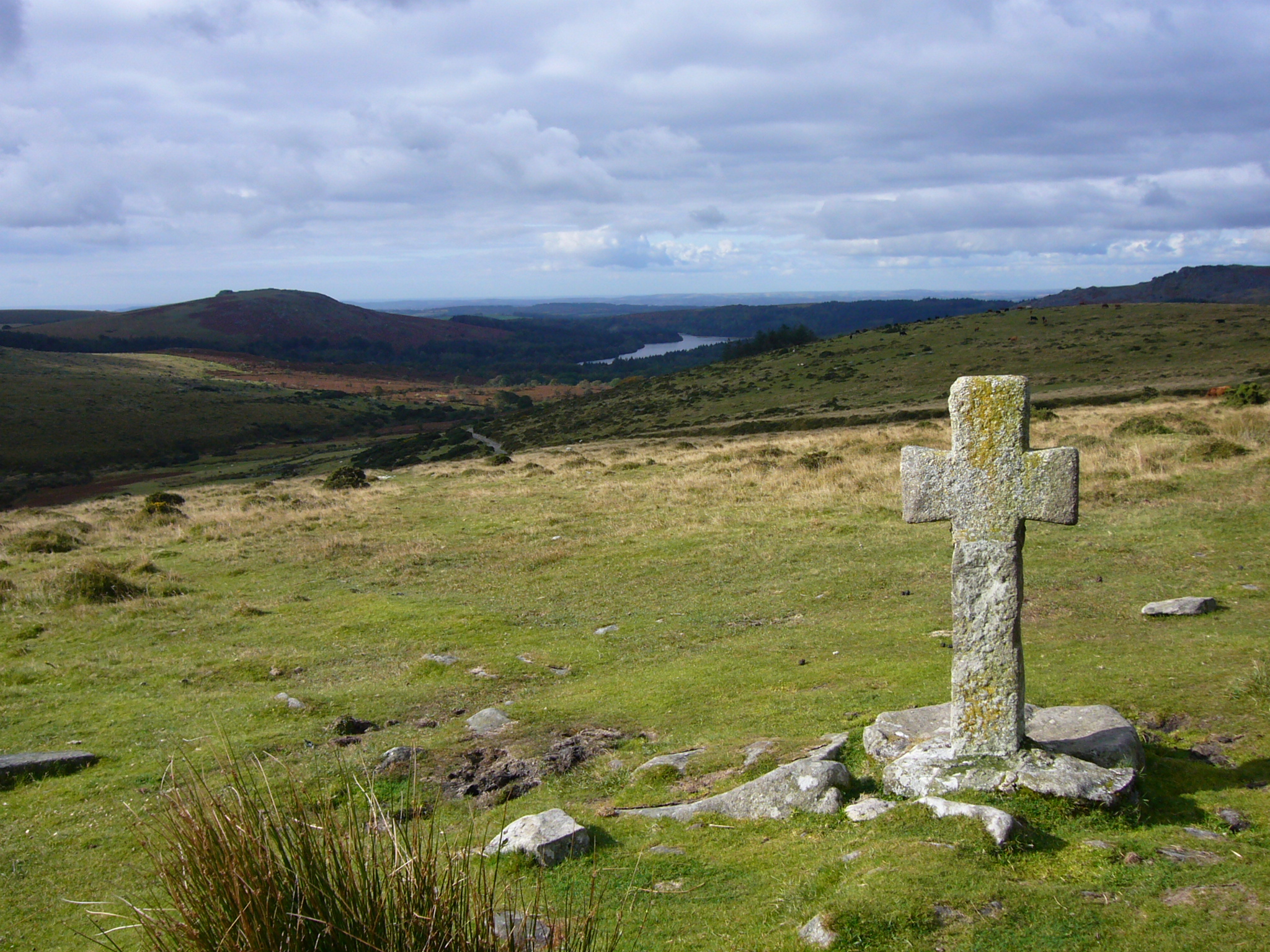
Starodawny krzyż w pobliżu Crazywell Pool, na południe od Parku Narodowego Dartmoor